# Keisuke Honda
Keisuke Honda (Osaka, 13. lipnja 1986.) japanski je nogometni trener i bivši nogometaš. Trenutačno je bez kluba. Kao igrač igrao je na poziciji ofenzivnog veznog.
Godine 2010. proglašen je japanskim nogometašem godine. S reprezentacijom je osvojio Azijsko prvenstvo 2011. godine gdje je proglašen za najkorisnijeg igrača prvenstva.
U rujnu 2019. godine je se Honda javno ponudio Manchester Unitedu, da zaigra za njih bez ikakve naknade. "Dajte mi ponudu. Nije mi potreban novac, samo želim igrati u velikom klubu i s tim igračima", oglasio se Honda na Twitteru označivši u tvitu službeni profil Manchester Uniteda, ali od engleskog kluba nije dobio odgovor.

## Karijera

### Rana karijera
Honda je rođen u Settsuu, prefektura Osaka. Nogomet je počeo igrati u lokalnom klubu, FC Settsu, kada je bio u drugom razredu osnovne škole. On je kasnije otišao u Seiryo High School iz prefekture Ishikawa. On je bio jedan od najboljih igrača u momčadi i školska momčad je došla do polufinala svejapanskog srednjoškolskog turnira. To je bio prvi put da je jedan klub iz ove prefekture stigao do polufinala natjecanja.
2005. godine nakon zavšetka školovanja prelazi u japanskog prvoligaša Nagoya Grampus. Ovdje je odigrao 90 utakmica uz 11 pogodaka.

### VVV-Venlo
16. siječnja 2008. Honda je potpisao dvoipolgodišnji ugovor s VVV-Venlo iz nizozemske Eredivisie. Momčad je ispala u Eerste Divisie (druga liga) nakon sezone 2007./08. U sezoni 2008./09. postigao je 16 pogodaka u 36 ligaških nastupa što je pomoglo Venlou pri povratku u Eredivisie. On je postao poznat kao Keizer Keisuke (car Keisuke) među navijačima VVV-Venlo.

### CSKA Moskva
Krajem prosinca 2009. Honda prelazi u ruski klub CSKA Moskva. Honda je tada potpisao ugovor na 4 godine. Iznos transfera je tajan, ali se vjeruje da iznosio oko 6 milijuna eura.
Honda je debitirao za CSKA u utakmici Lige prvaka protiv Seville. U uzvratu u Sevilli on je zabio pobjednički gol iz slobodnog udarca za CSKA. Time je osigurao 2:1 (3:2 ukupno) pobjedu za plasman svoga kluba u četvrtfinale. Tako je Honda postao prvi Japanac koji je igrao u četvrtfinalu UEFA-ine Lige prvake kao i prvi strijelac u knock-out fazi istog natjecanja.
Honda je postigao svoj prvi ligaški pogodak 12. ožujka 2010. u utakmici protiv Amkara iz Perma.

## Vanjske poveznice
- Službene stranice  Arhivirana inačica izvorne stranice od 9. ožujka 2010. (Wayback Machine)

- Profil  Arhivirana inačica izvorne stranice od 24. listopada 2012. (Wayback Machine) na soccernet.espn.go.com
- Profil  Arhivirana inačica izvorne stranice od 7. lipnja 2011. (Wayback Machine) na pfc-cska.org